# Tullow
Tullow (irl. An Tulach) – miasto w hrabstwie Carlow w Irlandii, położone nad rzeką Slaney. Populacja w 2011 roku wynosiła 3927 mieszkańców.